# Plano (cinematografía)
Un plano es el espacio que recoge la filmación en relación con la figura humana, los cuales según su dimensión pueden llamarse de distintas formas.

## Categoría de planos

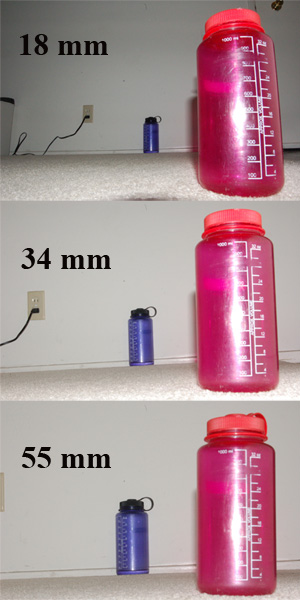
Cómo las distancias focales afectan las perspectivas: 18 mm (gran ángulo ancho), 34 mm (ángulo ancho) y 55 mm (lentes normales) en idénticos tamaños de campo logrado por diferentes distancias cámara-sujeto. Téngase en cuenta que cuanto menor sea la distancia focal y mayor sea el ángulo de visión, cambiarán la distorsión de perspectiva y los diferentes tamaños.

El término plano es muy a menudo aplicado incorrectamente al tamaño de campo de una imagen que en tiempo es también incorrectamente referido a los fotogramas. El tamaño de campo define cuánto del área circundante está dentro del campo de visión de la cámara así como el personaje, y esto determina dos factores: la distancia de la cámara y el personaje y la distancia focal de un lente. Tenga en cuenta que la longitud focal más corta es un lente, el mayor de su ángulo de visión (el "ángulo" en un gran angular, por ejemplo, que es "lo mucho que ver"), por lo que la misma idea se puede expresar también como que el angular de vista más la distancia cámara-sujeto es igual al campo de visión de la cámara.
En este contexto, el valor de la distancia focal difiere de cada calibre cinematográfico y el tamaño de CCD por razones ópticas, pero el ángulo de visión es el mismo para cualquier de ellos, así que esto es más fácil comparando el ángulo de visión con los lentes para diferentes formatos que sus distancias focales. El mismo ángulo de visión siempre entrega el mismo tamaño de campo en la misma distancia cámara-sujeto sin importar qué formato uses, la distancia focal no lo hace. Para información en profundidad detrás de las leyes de la óptica con respecto a la influencia que la distancia focal y diferentes formatos tienen el tamaño de los campos (véase factor de multiplicación de la distancia focal, formato del sensor de imagen y fotografía digital).
Un idéntico tamaño de campo puede ser logrado en variadas distancias cámara-sujeto usando lentes con diferentes distancias focales, y en variadas distancias focales escogiendo diferentes distancias cámara-sujeto. Los tamaños de campo difieren del framing en que dentro de entornos profesionales, donde los principales objetivos son dominantes, este último solo se aplica a la colocación de la cámara (incluyendo ángulo de la cámara), no la longitud focal.
Sin embargo, manteniendo un tamaño de campo idéntico en diferentes distancias cámara-sujeto y distancias focales debe ser usadas con cuidado mientras esto aplica diferentes cantidades de distorsión de perspectiva a la imagen: los objetivos de gran angular expanden una perspectiva, mientras los lentes de gran foco comprime una perspectiva (el famoso acercamiento en travelling, tomado con una variable distancia focal de lente, es una vívida e intuitiva demostración de este efecto). Así, es más común en fotografía y el cine para determinar el tamaño de campo de una imagen por solo cambiando dos de los dos factores.

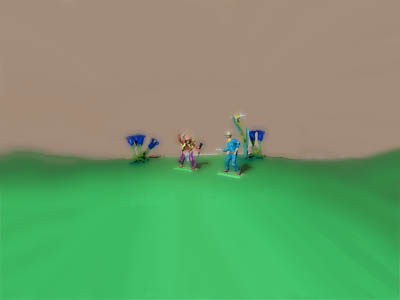
Gran plano general

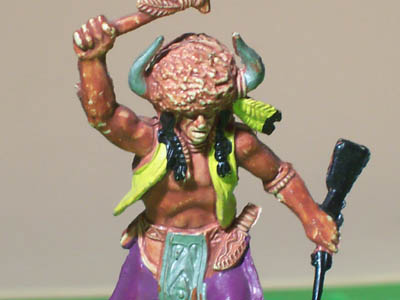
Plano americano o plano 3/4)

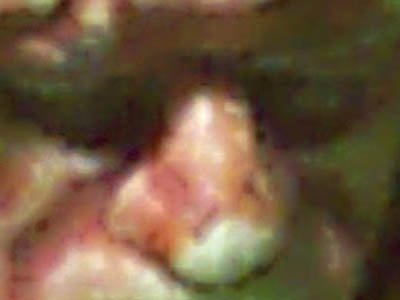
Plano italiano

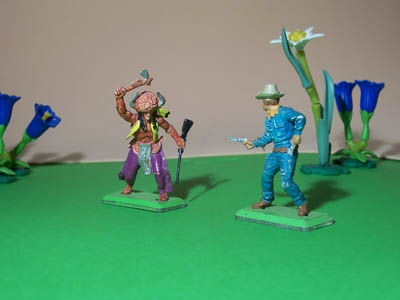
Plano general
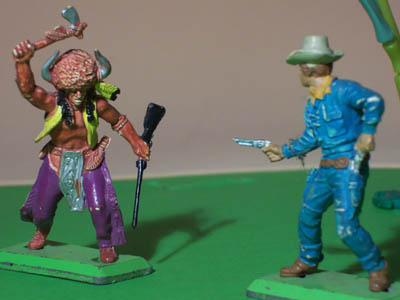
Plano entero (plano figura, visión completa, plano general medio)
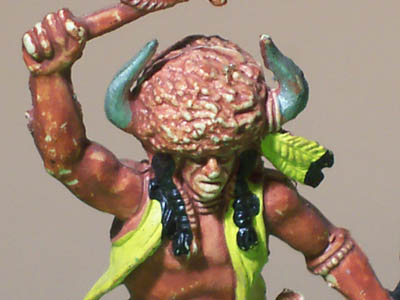
Plano medio
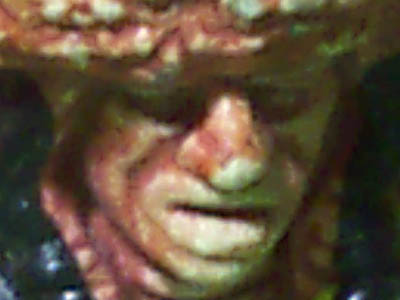
Primer plano

El tamaño de campo (junto con la cantidad específica de distorsión de perspectiva) afecta en gran medida al poder narrativo de un plano. Existe un número estandarizado de tamaños de campos, los nombres de los cuales son comúnmentes derivados de variadas distancias cámara-sujeto mientras no cambian el lente. Los cuatro básicos tipos de tamaño de campo (véase la galería sobre estas líneas) son:
- El gran plano general (a menudo usado como plano de establecimiento) muestra un gran escenario o una multitud. El sujeto o no está o bien queda diluido en el entorno, lejano, perdido, pequeña. Tiene un valor descriptivo y puede adquirir un valor dramático cuando se pretende destacar la soledad o la pequeñez del hombre frente al medio. Se da así más relevancia al contexto que a las figuras que se filman. También se utiliza para mostrar los paisajes.
- El plano entero (también llamado plano figura, visión completa, plano general medio) es el encuadre donde los límites superiores e inferiores coinciden con la cabeza y los pies del sujeto.
- El plano medio es la distancia adecuada para mostrar la realidad entre dos sujetos, como es el caso de las entrevistas o en la clase de CAM. Se muestra a los personajes de la cintura hacia arriba.
- El primer plano en el caso de la figura humana, recogería el rostro y los hombros. Este tipo de plano, al igual que el plano detalle y el primerísimo primer plano se corresponde con una distancia íntima, ya que sirve para mostrar confidencia e intimidad respecto al personaje.

Tres raros tamaños de campos usados (ver galería a la derecha) son:
- El extremo gran plano general (usado para vistas y panoramas épicos).
- El plano americano (también llamado plano ¾), una ligera variación del plano medio incluidas las películas del oeste durante los enfrentamiento con las armas en ristre, una caracterización de la crítica cinematográfica francesa de un tipo de plano en ciertas películas americanas de los años 1930 y 1940.
- El plano italiano, o primerísimo primer plano, capta el rostro desde la base del mentón hasta la parte de arriba de la cabeza. También dota de gran significado a la imagen. Se le llama así debido al género de películas spaguetti western, particularmente la Trilogía del dólar por Sergio Leone, que estableció este particular tamaño de campo.

Hay otras variantes, tales como el primer plano medio (entre el medio y el primer plano).

### Por ubicación de cámara
- Ángulos de cámara:
  - Plano aéreo es usualmente hecho con una grúa o con una cámara adjuntada a un helicóptero especial para captar grandes paisajes. Este tipo de plano sería limitado y bajo. Puede ser usado para entregar un plano de establecimiento en una escena, o para enfatizar la pequeñez o insignificancia de los sujetos. Son normalmente usados para escenas de batallas o establecimiento donde el personaje se encuentra.
  - El plano nadir es un plano ubicado muy por debajo de la vista, mirando hacia arriba.
- El plano sobre el hombro es tomado desde la perspectiva o un ángulo de cámara del hombro de otra persona. La espalda, el hombro y la cabeza de esta persona es usada para elaborar la imagen y obviar el punto de vista.
- El plano subjetivo es la toma que nos muestra directamente el punto de vista de un personaje, o sea que vemos la acción y los acontecimientos como si fuésemos el personaje mismo dentro de la película.
- El plano invertido o contraplano es un paso de un encuadre al siguiente en una misma escena, desde un punto de vista opuesto.
- El plano dúo o two shot es una toma de dos personajes en una imagen.

### Otros planos
- El plano detalle solo muestra en su máxima expresión a un objeto. En esta parte se concentra la máxima capacidad expresiva. Sirve para enfatizar algún elemento de esa realidad. Destaca algún detalle que de otra forma pasaría desapercibido y hace sentir al espectador tener más interés. Permite ver una figura, persona u objeto desde más cerca para captar mayor fijación.
- El plano de establecimiento se define por el establecimiento de dar una "visión general" sobre una escena, bien sea por un disparo de plano general, con una cámara fija, un zoom, una serie de diferentes planos alcanzados por el movimiento de la cámara, o una secuencia independiente de primeros planos editado inmediatamente después de la otra.
- El plano maestro es una escena hecha con una sencilla toma, sin editar.
- El plano de fotograma congelado es creado en edición para mostrar un simple fotograma para alargar en la duración de tiempo.
- El plano inserto se crea en edición para reemplazar una imagen por otra mientras se mantiene el mismo audio (comúnmente en entrevistas para ilustrar el tema mencionado).
- El plano recurso es un plano adicional que se inserta en la escena principal y que puede tener diferentes usos.
- El plano rendija es un plano concreto dentro del tipo de planos recortados donde la escena se entrevé a través de una rendija, típicamente de un armario o similar.

## Duración
La duración de un plano es una importante consideración que puede afectar a gran medida una película. El propósito de editar cualquier escena es para crear una representación de manera que la escena pueda percibirse por un arco narrativo. Las tomas con una duración más larga puede hacer que una escena parezca más relajada y con un ritmo más lento, mientras que tomas con una duración más corta pueden hacer que una escena parezca urgente y con un ritmo más rápido.
La duración promedio de un plano (ASL, average shot length) de una película es uno de su medida cinemétricas. Por ejemplo, La niebla tiene una duración de 117 minutos y consiste en 1292 planos, así que el ASL es 5,4 segundos, mientras El arca rusa es una simple toma larga de 96 minutos, así que un ASL de 96 minutos o sobre 5760 segundos, un factor de 1000 diferencias.

Los planos con duraciones extremadamente largas son difíciles de hacer porque cualquier error en el plano podría forzar al cineasta a reiniciar desde la marca, y debido a eso, son ocasionalmente usadas. Las películas más famosas por tener cortes largos incluyen El padrino de Francis Ford Coppola en donde la primera escena entera es una toma larga de Bonasera describiendo la agresión de su hija, y La soga de Alfred Hitchcock, donde solamente corta en el final de cada rueda y hace que parezca subrepticiamente toda la película una sola toma larga. Sombra del mal de Orson Welles abre con una toma larga de plano aéreo. Una película que fue realmente una toma sencilla es la reciente El arca rusa. Otros prominentes ejemplos conocidos por su tomas extremadamente largas son 2001: Una odisea en el espacio de Stanley Kubrick y los trabajos de Andrei Tarkovsky iniciando con Solaris. Béla Tarr es también conocido por usar tomas largas en sus películas. La película Serenity de Joss Whedon introduce al protagonista con una toma larga. La cineasta Chantal Akerman en sus películas Jeanne Dielman, 23 quai de Commerce, 1080 Bruxelles (1975) y Je tu il elle (1974) ofrece un ejemplo paradigmático en el uso de larguísimos planos. Como dice Juan Sardá:
Fue, como es célebre, la cineasta de la lentitud y los planos larguísimos, una mirada que nos obliga a ver y no solo mirar en el plano. Y fue también una pionera a la hora de entender que la intimidad podía convertirse en un espectáculo de la misma forma en que lo aparentemente irrelevante podía alcanzar verdadera altura cinematográfica. En un tiempo en el que la gente no contaba a diario los detalles más banales de su vida cotidiana y donde la telerrealidad o los canales de youtube no habían convertido el ver a nadie fregando platos o cambiándose de ropa en algo digno de ser visto, Akerman intuyó antes que nadie que el espacio público y el privado acabarían convirtiéndose en uno solo en unas películas donde la incomunicación y la falta de empatía surgen como males primordiales del mundo contemporáneo.

## Variaciones de un plano
Los planos anteriores pueden variar según los siguientes elementos:

### Angulaciones de la cámara

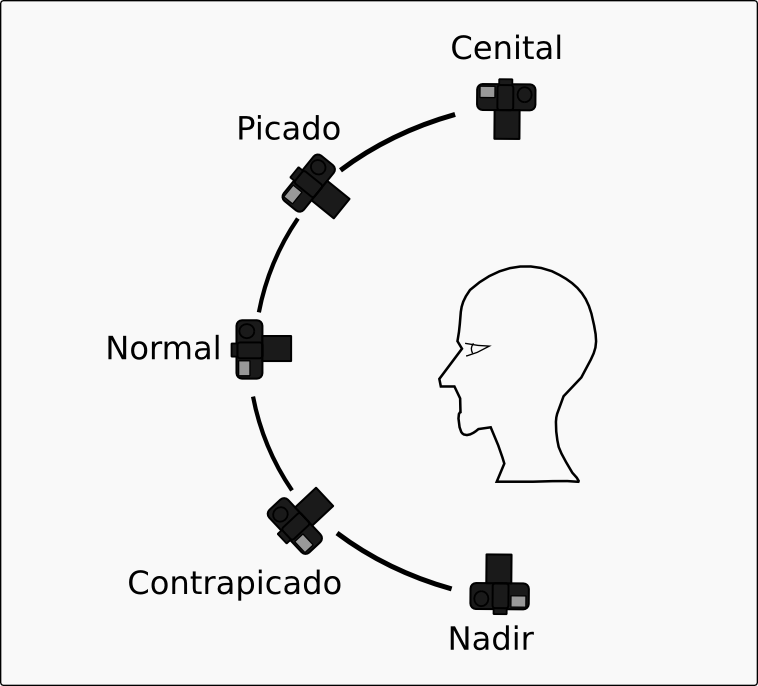
Diagrama que ejemplifica 5 tipos de ángulos.

- Frontal: la dirección de la cámara es paralela al suelo y se encuentra a la altura de los ojos o, en caso de ser un objeto, a su altura media.
- Picado: es una angulación oblicua superior, es decir, la cámara se sitúa por encima de la altura de los ojos o la altura media del objeto y está orientada ligeramente hacia el suelo. Normalmente, el plano picado sugiere un personaje psíquicamente débil, dominado o inferior.
- Contrapicado: opuesto al picado, con la cámara orientada hacia arriba. Suele representar un personaje psíquicamente fuerte, dominante o superior.
- Nadir, supino o contrapicado perfecto: la cámara se sitúa completamente por debajo del personaje, en un ángulo perpendicular al suelo.

- Cenital o picado perfecto: la cámara se sitúa completamente por encima del personaje, en un ángulo también perpendicular.

### Altura de cámara
- Normal: la cámara se sitúa a una distancia del suelo equivalente a la de la vista.

- Baja: la cámara se sitúa por sobre el metro y medio de distancia al suelo.

- Alta: se sitúa a una distancia mayor a 1,80 metros.

## Características

### El marco del plano
El marco o recuadro del plano podemos definirlo como el límite que recorta rectangularmente la realidad. En este sentido puede variar en función del formato de la cámara que utilicemos. El tamaño del recuadro incorpora además expresividad. Por otra parte, el recuadro solo selecciona el fragmento de la realidad que quiere destacar y lo excluye del resto (descontextualización). A partir de esta selección se separa de la realidad de la que forma parte y adquiere nuevas relaciones con los elementos a los que se une.

### El tamaño del plano
Es la relación que guardan los objetos o personas con la superficie del recuadro. Esta distancia no tiene porqué corresponder con la distancia real o física, puesto que puede ser ficticia, generada por el uso de objetivos (distancia óptica).

### Distintos tipos de planos
Cuando hablamos de plano siempre nos referimos a la relación entre la cámara y la figura humana o el objeto que grabe ésta. Aquí entrarían los planos citados antes: el plano detalle, gran primer plano, etc.
uno de los más utilizados

### Encuadre o angulación del plano
Sea una persona, un objeto o unas determinadas acciones: cada uno de estos puntos de vista ofrecen un ángulo distinto desde el que se puede registrar la realidad. Habría así dos tipos de planos: los planos de angulación normal, que son los menos utilizados, y los planos enfatizadores, los cuales poseen a su vez distintos planos dentro de ellos, tales como los planos en picado, planos en contrapicado, planos aberrantes, o planos subjetivos.